# Donald M. Nicol
Donald MacGillivray Nicol (4. februar 1923 i Portsmouth – 25. september 2003 i Cambridge) var en britisk byzantinist og historiker med stort kendskab til græsk sprog og litteratur.
Nicol var fra 1970 til 1988 Koraës-professor i det moderne græske sprog, samt byzantinsk historie, sprog og litteratur ved King's College på Londons universitet.
I perioden 1988-1992 var han inspektør for Gennadius-biblioteket i Athen, og i dag er han emeritus professor ved King's College.
Nicols værker kan betragtes som kanon for enhver, der ønsker at studere den byzantinske historie i 1200-tallet, specielt hvad angår den byzantinske stat Epiros.
Han har skrevet flere biografier over nogle af Det Byzantinske Riges store personligheder, herunder også de byzantinske kvinder i hans værk "The Byzantine Lady" fra 1996.

## Udvalgt litteratur
- The Last Centuries of Byzantium, 1261-1453 (1972)
- The End of the Byzantine Empire (1979)
- The Despotate of Epiros, 1267-1479 (1984)
- Byzantium and Venice (1988)
- The Immortal Emperor (1992)